# Giuseppe Andrea Bizzarri
Giuseppe Andrea Bizzarri (Paliano, 11 de maio de 1802 - Roma, 26 de agosto de 1877) foi um cardeal italiano do século XIX.

## Biografia
Nasceu em Paliano em 11 de maio de 1802. De família nobre. Filho do Gonfaloniero Gregorio Bizzarri.
Estudou no Seminário de Palestrina; e no Archigymnasium de Roma, onde obteve o doutorado em filosofia e teologia em 12 de julho de 1824.
Ordenado em 18 de dezembro de 1824, Roma. Arquivista da Penitenciária Apostólica, 1829. Arquivista e escrivão da Penitenciária Apostólica, 1832-1836. Chamberlain d'onore in abito paonazzo , 1832. Subsecretário da SC dos Bispos e Regulares, 1837-1847. Qualificatore da SC do Santo Ofício, 1841. Prelado referendário, 9 de novembro de 1849. Cônego da basílica patriarcal liberiana. Protonotário Apostólico de Numero Participantium , 1851-1854. Assessor da SC dos Bispos e Regulares, 1851. Pró-secretário da SC dos Bispos e Religiosos, 1851-1853; secretário, 27 de junho de 1853. Consultor da SC do Santo Ofício, 1853. Cônego da patriarcal basílica vaticana, 1853.
Eleito arcebispo titular de Filippi em 30 de novembro de 1854. Consagrada em 17 de dezembro de 1854, igreja de S. Girolamo degli Schiavoni, Roma, pelo cardeal Gabriel della Genga Sermattei assistido por Eugéne Charles de Mazenod, OMI, bispo de Marselha, e por Mariano Falcinelli Antoniacci, OSBCas., bispo de Forli. Assistente do Trono Pontifício, 9 de janeiro de 1855.
Criado cardeal sacerdote no consistório de 16 de março de 1863; recebeu o gorro vermelho e o título de S. Girolamo degli Schiavoni, em 19 de março de 1863. Prefeito da SC de Indulgências e Relíquias, em 17 de janeiro de 1867. Trabalhou na preparação do Concílio Vaticano I, chefiando a Comissão dos Religiosos. Participou do Concílio Vaticano I, 1869-1870; presidente suplente. Prefeito da SC dos Bispos e Regulares, 31 de agosto de 1872 até sua morte. Camerlengo do Sagrado Colégio dos Cardeais, 16 de janeiro de 1874 a 15 de março de 1875. Optou pelo título de S. Balbina, 5 de julho de 1875.
Morreu em Roma em 26 de agosto de 1877. Enterrado no cemitério público, Roma.